# Лисичанский городской совет
 Лисичанский городской совет — административно-территориальная единица в Луганской области Украины c центром в городе Лисичанск. Входит в состав Лисичанско-Северодонецкой агломерации. Население 111 270 человек. Площадь — 115,25 км².

## Состав
Лисичанский городской совет :
- город областного подчинения Лисичанск — 97 251 чел. (2019).
- город районного подчинения Новодружеск — 7 049 чел. (2019).
- город районного подчинения Приволье — 6 970 чел. (2019).